# Полтавський сільський округ (Аккайинський район)
Полта́вський сільський округ (каз. Полтавка ауылдық округі, рос. Полтавский сельский округ) — адміністративна одиниця у складі Аккайинського району Північноказахстанської області Казахстану. Адміністративний центр — село Полтавка.
Населення — 828 осіб (2021; 964 у 2009, 1560 у 1999, 1933 у 1989).
Станом на 1989 рік існувала Полтавська сільська рада (села Борки, Лісні Поляни, Полтавка). Село Лісні Поляни ліквідовано 2024 року.

## Склад
До складу округу входять такі населені пункти:
| Населений пункт    | Старі назви | Населення, осіб (1989) | Населення, осіб (1999) | Населення, осіб (2009) | Населення, осіб (2021) |
| ------------------ | ----------- | ---------------------- | ---------------------- | ---------------------- | ---------------------- |
| Борки, село        | -           | 448                    | 349                    | 70                     | 10                     |
| Лісні Поляни, село | -           | 277                    | 227                    | 95                     | 11                     |
| Полтавка, село     | -           | 1208                   | 984                    | 799                    | 807                    |